# 梅赫里班·阿利耶娃
梅赫里班·阿里夫克濟·阿利耶娃（發音：[mehɾiˈbɑn ɑˈɾif ɡɯˈzɯ æˈlijevɑ]；1964年8月26日—）生于巴库，是阿塞拜疆第一副总统，盖达尔·阿利耶夫基金会主席，阿塞拜疆总统伊利哈姆·阿利耶夫之妻。《星期日泰晤士报》2005年报道了阿利耶娃参加议会选举的决定，形容她已经有了一定的影响力，称盖达尔·阿利耶夫基金会是个“强有力的组织，能够保护前总统的遗产，支持一系列教育及慈善计划。”